# Hapag-Lloyd Express
Pour les articles homonymes, voir X3.
Hapag-Lloyd Express (HLX) (code IATA : X3 ; code OACI : HLX) était une compagnie aérienne allemande à bas coûts. Elle fait partie du plus grand groupe de tourisme au monde, le groupe TUI, basé à Hanovre, qui possède de nombreuses autres compagnies aériennes en Europe dont Corsairfly, Jetairfly, TUIfly Nordic, Thomson Airways, Arkefly et Jet4you.
Créé en 2002 par la TUI elle porte le nom de Hapag-Lloyd pour des raisons stratégiques. Hapag-Lloyd Flug (aujourd'hui Hapagfly) était une marque bien établie dans le marché aérien allemand.
Le hub principal est l'Aéroport de Cologne-Bonn.

## Historique
- 2002 Création de Hapag-Lloyd Express.
- 2007 Hapag-Lloyd Express fusionne avec Hapagfly et devient Tuifly (code X3).

## Flotte
La flotte de HLX se compose de 15 appareils (mai 2006):
- 5 Boeing 737-500
- 8 Boeing 737-700
- 2 Boeing 737-800
- 2 Fokker 100

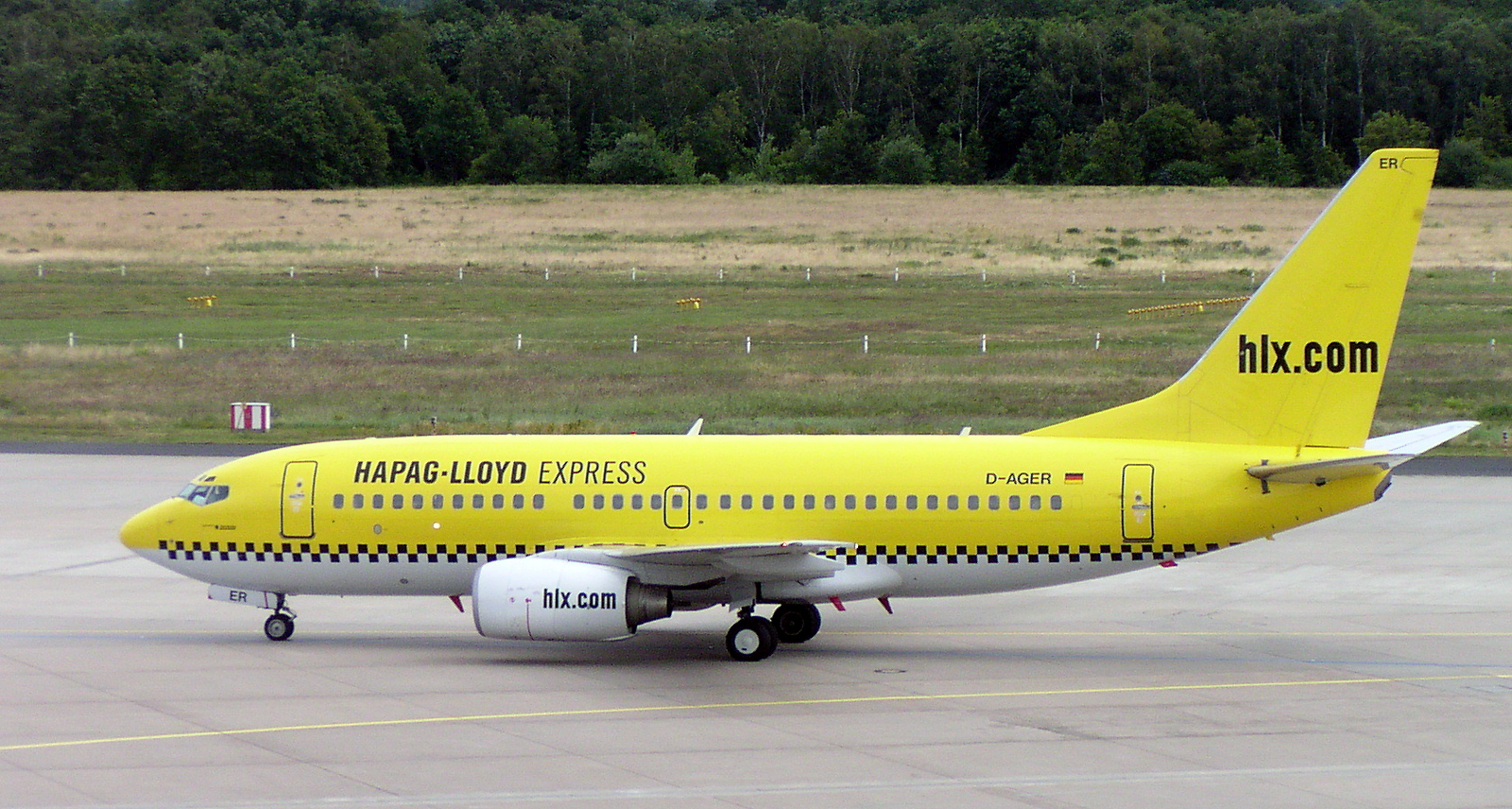
Boeing 737 d'Hapag-Lloyd Express
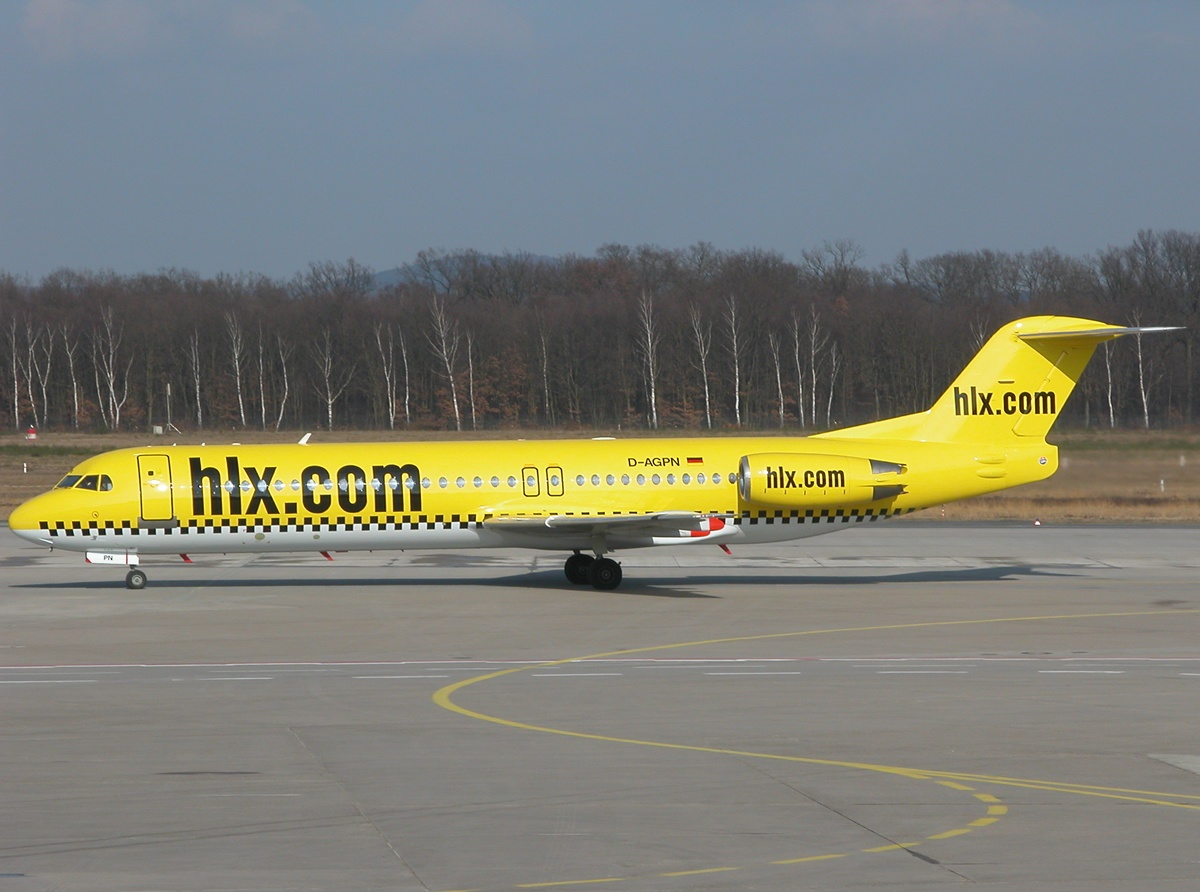
Fokker F100 à l'aéroport de Cologne-Bonn